# Limnonectes kohchangae
Limnonectes kohchangae är en groddjursart som först beskrevs av Smith 1922.  Limnonectes kohchangae ingår i släktet Limnonectes och familjen Dicroglossidae. IUCN kategoriserar arten globalt som livskraftig. Inga underarter finns listade i Catalogue of Life.